# Lyssomanes parki
Lyssomanes parki là một loài nhện trong họ Salticidae.
Loài này thuộc chi Lyssomanes. Lyssomanes parki được Arthur Merton Chickering miêu tả năm 1946.